# Marcel Lebrun
Marcel Lebrun, né le 1er mars 1953, est un technopédagogue belge, docteur en sciences (physique), professeur en sciences de l'éducation et conseiller au Louvain Learning Lab (précédemment Institut de pédagogie universitaire et des multimédias - IPM) de l'Université catholique de Louvain (UCLouvain) à Louvain-la-Neuve, en Belgique.

## Activités
Physicien de formation initiale, Il est  actuellement professeur en technologies de l’éducation en Faculté des sciences de l’éducation et conseiller pédagogique au Louvain Learning Lab de l’UCLouvain. Il accompagne les enseignants dans le développement de dispositifs technopédagogiques à valeurs ajoutées pour l’apprentissage. En particulier, il contribue à stimuler la cohérence à construire, entre les compétences visées (référentiel et acquis d’apprentissage), les méthodes d’accompagnement des apprentissages, les différents formats d’évaluation et les conditions d’impacts des technologies de l’ère numérique. Très présent au niveau international, il contribua à développer la pédagogie universitaire en particulier à l'Université de Sfax (Tunisie) et à l'Université catholique du Nord (Antofagasta, Chili). Il est l'auteur de plusieurs livres et d'articles scientifiques sur la relation à construire entre les outils et ressources numériques et l'apprentissage,. Plus particulièrement, il s’intéresse actuellement aux modifications profondes induites par le numérique dans la société (rapport aux savoirs et rôles des acteurs), et par là, à la position de «l’école» dans l’apprentissage toute la vie durant. En 2000, il fut l'un des créateurs de la plateforme Learning Management System (LMS) Claroline (Classroom on line), l'une des premières développées en Open Source et à propos de laquelle il publia plusieurs articles.
Par ailleurs, il anime le blog de M@rcel sur la pédagogie et la technologie.

## Engagement et recherches
Président de l'Association Internationale de Pédagogie Universitaire (AIPU) et président d’honneur du Consortium Claroline, il participe à plusieurs recherches à l'échelon national et européen, en particulier sur les effets et les conditions d'impacts des TIC (Technologies de l’Information et de la Communication) sur l’apprentissage, l’enseignement et la formation dans son sens le plus général.  Ses recherches, les plus récentes, portent sur l’hybridation dans les dispositifs de formation (dont les classes inversées et la recherche européenne Hy-SUP). Il est l’auteur de plusieurs articles scientifiques et d’ouvrages qui interrogent ces rapports entre l’apprentissage et le numérique dans « l’école » au sens large, du primaire à l’université et dans plusieurs pays. Parmi ces ouvrages, on mentionne « Comment construire un dispositif de formation ? » (De Boeck, Guides pratiques, 2011) et le tout récent livre sur la classe inversée :  "Classes inversées, enseigner et apprendre à l’endroit ! " (Réseau Canopé, 2015). Très actif sur les réseaux sociaux, il tient un Blog qui fait référence dans le domaine des innovations pédagogiques induites par le numérique. Il y consigne ses réflexions (épistémologiques, philosophiques et pédagogiques) sur les rapports potentiellement émancipatoires des Hommes aux savoirs et aux outils, en particulier sur la manière dont les technologies nous invitent à redonner du sens à la présence et à l'humain en particulier dans la relation "pédagogique" considérée au sens large et toute la vie durant.
Il est le concepteur du modèle IMAIP ( Informations et ressources, facteurs de Motivation, Activités d'apprentissage, Interactions, Productions). Ce modèle reprend et détaille les éléments déterminants (pour la conception, l'élaboration, l'analyse, l'évaluation) d'un dispositif pédagogique à valeurs ajoutées pour l'apprentissage. Ce modèle est utilisé principalement en formation d'enseignants et de formateurs. Marcel Lebrun participe à de nombreuses rencontres dans différents pays (francophones et autres) pour soutenir activement les évolutions des systèmes d'éducation et de formation, privilégiant les activités de l'apprenant.

## Récompenses
- président de l'AIPU (2014-2018), explicitement l'association internationale de pédagogie universitaire ;
- nomination au prix Roberval (prix francophone du livre et de la communication en technologies, 2007) pour le livre "eLearning pour Enseigner et Apprendre" ;
- prix UNESCO (2007) au nom du consortium « Claroline ».